# Seleção Norueguesa Feminina de Handebol
A seleção norueguesa de handebol feminino é uma equipe europeia composta pelas melhores jogadoras de handebol da Noruega. A equipe é mantida pela Federação Norueguesa de Handebol (em norueguês, Norges Håndballforbund). Encontra-se na 4ª posição do ranking mundial da IHF.

## Histórico
A Noruega se mantém na elite do handebol feminino mundial desde o Mundial de 1986 no qual a equipe conquistou a medalha de bronze. Depois disso as norueguesas venceram cinco Europeus e dois Mundiais. A seleção norueguesa também participou de quatro finais olímpicas, vencendo em Pequim 2008 e Londres 2012. A equipe é uma das mais bem sucedidas nos Campeonatos Europeus, tendo conquistado cinco ouros, duas pratas e um bronze em apenas nove edições; a única vez na qual a Noruega ficou fora do pódio foi em 2000.

### Primeiros anos (1946-1983)
A primeira partida da seleção norueguesa de handebol feminino foi contra a Suécia em 29 de setembro de 1946 e atraiu bastante interesse do público; o jogo terminou em 2-5 a favor das suecas. Durante os anos 50 e 60 o handebol feminino norueguês não estava em alta no país. A seleção participou regularmente dos campeonatos escandinavos e se qualificou para os Campeonatos Mundiais em 1971, 1973, 1975 e 1982, terminando sempre na sétima ou oitava colocação.

### Período Jacobsen (1984-1993)
Sven-Tore Jacobsen treinou a seleção durante dez anos, de 1984 a 1993. A equipe se qualificou para o Mundial de 1986, quando foi a sensação do campeonato e levou a medalha de bronze, além de alcançar a prata olímpica em 1988 e 1992. A cobertura da imprensa e a popularidade do handebol feminino na Noruega cresceram significativamente dirante este período.

### Período Breivik (1994-2009)
A ex-jogadora Marit Breivik treinou a equipe durante quinze anos, de 1994 a 2009. Ela conduziu o time a seis medalhas de ouro em competições internacionais. Seus feitos incluem as conquistas do Campeonato Mundial de 1999, quatro Europeus entre 1998 e 2008 e a medalha de ouro nos Jogos Olímpicos de 2008. Suas táticas usuais incluíam uma forte defesa 6-0 e rápidos contra-ataques.

#### Jogos Olímpicos de 2008

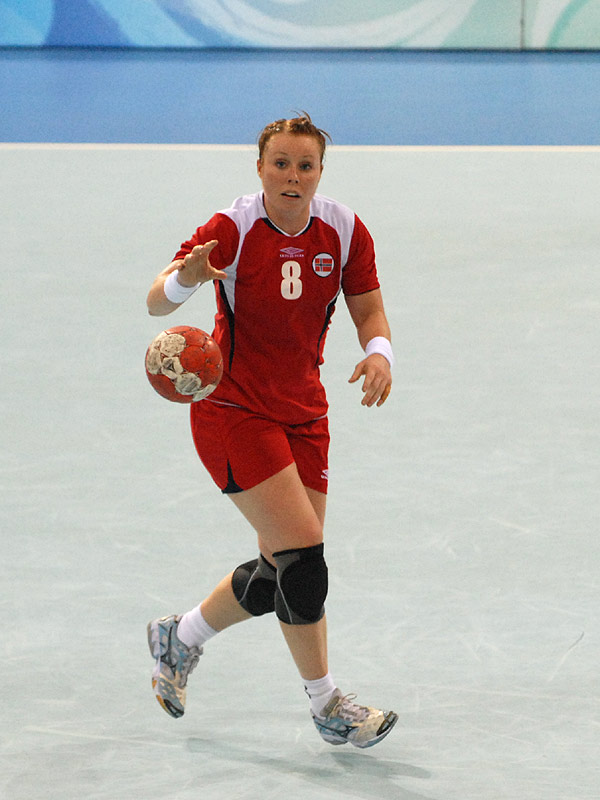
Karoline Dyhre Breivang durante partida contra a Romênia em 17 de agosto de 2008.

Depois da derrota para a Rússia no Mundial de 2007 a Noruega tinha dois desafios importantes em 2008: os Jogos Olímpicos em agostos e o Campeonato Europeu em dezembro.
A Noruega se classificou para os Jogos Olímpicos de 2008 ao vencer o Campeonato Europeu de 2006. A preparação para Pequim começou meses antes da competição se iniciar, mas a equipe final não foi decidida até as últimas semanas. Muitas jogadoras que treinaram com o time até este ponto foram deixadas de fora ou mantidas como reservas, mais notavelmente Isabel Blanco e Terese Pedersen. Não havia estreantes no grupo selecionado por Breivik, mas a veterana Tonje Larsen voltou à equipe depois de cinco anos fora. Gro Hammerseng manteve-se em seu usual posto de capitã, com Else-Marthe Sørlie Lybekk e Gøril Snorroeggen completando o "time das capitãs" como vice-capitãs.
A competição começou para o selecionado norueguês em 9 de agosto contra as anfitriãs da China. Após derrotar as chinesas por 30-26, vitórias confortáveis sobre Angola (31-17), Cazaquistão (35-19) e França (34-24). A partida mais apertada da primeira fase foi na última rodada, contra a Romênia (24-23). Durante o decorrer desta partida Katja Nyberg sofreu uma lesão no joelho que não a permitiu participar do jogo contra a Suécia pelas quartas-de-final. A Noruega bateu o time sueco por 31-24, avançando confortavelmente para as semifinais.
A partida semifinal foi jogada em 21 de agosto. A Coreia do Sul veio cotada como a oponente mais forte do torneio. Depois de 58 de jogo a Noruega vencia por 28-25. Em menos de dois minutos as coreanas marcaram três gols seguidos, deixando o placar empatado em 28-28 com apenas dois segundos restando. Katrine Lunde Haraldsen rapidamente iniciou o último ataque do jogo com um passe para Karoline Dyhre Breivang, que já estava no meio da quadra. Breivang passou a bola para Hammerseng que marcou o gol na marca de 60 minutos. O gol foi validado pelos árbitros mas as norueguesas refutaram comemorar até a decisão da IHF finalmente confirmar a decisão.
A grande final foi disputada em 23 de agosto. Tratava-se de um reencontro entre Noruega e Rússia após a final do Mundial de 2007. As norueguesas garantiram a vitória rapidamente; já venciam por dez gols de diferença com apenas 14 minutos jogados e a equipe de Trefilov não conseguiu diminuir a margem para menos de cinco gols de diferença. A partida terminou em 34-27 para a Noruega. Linn-Kristin Riegelhuth foi a artilheira com nove gols em dez chutes.
O selecionado norueguês recebeu sua primeira medalha de ouro olímpica após a partida final. Duas jogadoras norueguesas foram selecionadas para o Time das Estrelas: Katrine Lunde Haraldsen como goleira e Else-Marthe Soerlie-Lybekk como pivô. Lunde Haraldsen também foi a melhor goleira da competição com 42% de aproveitamento enquanto Kari Aalvik Grimsbø foi a primeira (junto com a sul-coreana Oh Yongran) nas cobranças de sete metros com 40% de eficiência. Lybekk terminou o torneio como a artilheira da Noruega com 31 gols e 72% de aproveitamento, dois pontos percentuais a frente de Riegelhuth, que marcou o mesmo número de gols.

#### Campeonato Europeu de 2008
Depois dos Jogos Olímpicos, Breivik encontrou novos problemas devido ao fato que muitas jogadoras importantes não estavam disponíveis para o Campeonato Europeu de 2008: Lybekk deixou a seleção, Snorroeggen se recuperava de uma lesão no ombro e Hammerseng e Nyberg decidiram descansar e se concentrar em seus clubes.
Então uma nova equipe foi formada. Três atletas fizeram sua estreia: Heidi Løke (pivô) e Tine Rustad Kristiansen (central) do Larvik HK e Camilla Herrem (ponta esquerda) do Byåsen HE. Com as três do "time de capitãs" fora, Kristine Lunde assumiu o posto de capitã com Marit Malm Frajford e Karoline Dyhre Breivang como vice-capitãs.
A Noruega era uma favorita natural a conquistar o título europeu, e esta posição foi reassumida ao vencer tanto a Copa do Mundo 2008 quanto a Møbelringen Cup de 2008 invicta. A aparente invencibilidade ajudou a causar uma grande surpresa quando as norueguesas não conseguiram vencer na primeira partida do torneio em 3 de dezembro. As nórdicas apenas empataram em 21-21 contra a Espanha, o mesmo time que as deixaram fora dos Jogos Olímpicos de Atenas em 2003. Apesar disso, a Noruega avançou à segunda fase sem derrotas.
A semifinal foi disputada em 13 de dezembro contra a Rússia. Foi uma vitória fácil para a Noruega e a goleira Haraldsen marcou um gol. Em 14 de dezembro contra a Espanha na partida final: depois de um primeiro tempo apertado o placar era de 13-12 em favor das norueguesas. Durante o segundo tempo a Noruega ampliou sua vantagem até um placar final de 34-21.
A Euro 2008 foi o terceiro título europeu consecutivo da seleção norueguesa e o quarto em toda a história. Linn-Kristin Riegelhuth foi a artilheira do torneio com 51 gols marcados e quatro jogadoras norueguesas foram incluídas no Time das Estrelas: Riegelhuth como ponta esquerda, Haraldsen como goleira, Tonje Larsen como armadora esquerda e Lunde como central. Lunde também foi eleita MVP.

### Anos recentes
Em 2009, Thorir Hergeirsson assumiu o cargo de técnico e sua primeira temporada com a Noruega resultou na medalha de bronze no Campeonato Mundial de 2009. Um ano depois a equipe venceu seu quinto título Europeu e seu segundo Mundial. Em agosto de 2012 a seleção norueguesa defendeu seu ouro olímpico ao vencer Montenegro por 26-23 na final dos Jogos Olímpicos de Londres.

## Títulos
- Jogos Olímpicos (2): 2008 e 2012
- Campeonato Mundial (3): 1999 ,2011 e 2015
- Campeonato Europeu (7): 1998, 2004, 2006, 2008, 2010, 2014 e 2016

## Elenco atual
Convocadas para integrar a seleção norueguesa de handebol feminino nos Jogos Olímpicos de 2012: 